# Андраде, Деметриус
Деметриус Андраде (амер. произнош. Эндрэд; [ˈændrəd]; англ. Demetrius Andrade; род. 26 февраля 1988, Провиденс, Род-Айленд, США) — американский боксёр-профессионал, выступающий в первой средней, в средней и во второй средней весовых категориях. Участник Олимпийских игр (2008), чемпион мира (2007), серебряный призёр Панамериканский игр (2007) в любителях.
Среди профессионалов чемпион мира по версии WBO (2018—2022) в среднем весе и бывший чемпион мира по версиям WBA (2017) и WBO (2013—2015) в 1-м среднем весе.

## Любительская карьера
- 2005 Чемпион США в среднем весе
- 2006 Чемпион национального турнира Золотые перчатки в среднем весе
- 2006 Чемпион США в среднем весе
- 2007 Чемпион национального турнира Золотые перчатки в среднем весе
- 2007 Серебряный призёр Панамериканских Игр
  - 1-й тур — Победил Джона Джексона (Виргинские Острова) (23-5)
  - Четвертьфинал — Победил Хуана Карлоса Праду (Венесуэла) (RSCO-3)
  - Полуфинал — Победил Диего Габриэля Чавеса (Аргентина) (22-0)
  - Финал — Проиграл Педро Лиме (Бразилия) (6-7)
- 2007 Квалификационный турнир за выход на Олимпийские игры
  - Победил Дэвида Лопеса (RSCO-2)
  - Победил Чарльса Хартли (RSCO-3)
  - Победил Кита Турмана (27-13)
  - Победил Кита Турмана (18-14) at the Box-offs
- 2007 Победитель Чемпионата Мира
  - 1-й раунд — Победил Кахабера Жвания (Грузия) (22-11)
  - 2-й раунд — Победил Дмитриуса Состакса (Латвия) (19-3)
  - 3-й раунд — Победил Магомеда Нуртидинова (Беларусь) (26-6)
  - Четвертьфинал — Победил Джека Кулкая (Германия) (30-9)
  - Полуфинал — Победил Адема Кылыччи (Турция) (22-6)
  - Финал — Победил Нона Мунжимнога (Thailand) (RSCI-2)
- 2008 Принял участие на Олимпийских Играх
  - 1-й раунд — Победил Кахабера Жвания (Грузия) (11-9)
  - 2-й раунд — Победил Андрея Баланова (Россия) (14-3)
  - Четвертьфинал — Проиграл Ким Чон Джу (Южная Корея) (9-11)

## Профессиональная карьера
На профессиональном ринге дебютировал в ноябре 2008 года в средней весовой категории.
19 августа 2011 года победил по очкам американца Грэди Брюэра.

### Бои в первом среднем весе
25 января 2013 года единогласным решением судей победил матёрого мексиканца Фредди Эрнандеса (30-3).
Занял первое место в рейтинге WBO в первой средней весовой категории, и был назначен на бой с чемпионом, россиянином, Заурбеком Байсангуровым. Заурбек незадолго до боя травмировался, и снялся с боя. В бою за вакантный титул соперником Андраде, был назначен американский боксёр армянского происхождения, Ванес Мартиросян.

#### Чемпионский бой с Ванесом Мартиросяном
11 ноября 2013 года назначен поединок Деметриуса Андраде с небитым Ванесом Мартиросяном (33-0-1), за вакантный титул чемпиона мира по версии WBO. Андраде победил Мартиросяна раздельным решением судей и стал новым чемпионом WBO в 1-м среднем весе.

#### Чемпионский бой с Джеком Кулкаем
11 марта 2017 года Деметриус Андраде раздельным решением судей победил опытного немца Джека Кулкая (22-1), и завоевал титул регулярного чемпиона мира по версии WBA в 1-м среднем весе.

### Бои в среднем весе

#### Чемпионский бой с Уолтером Каутондоква
20 октября 2018 года Деметриус Андраде победил единогласным решением судей небитого 33-летнего намибийца Уолтера Каутондоква (17-0), и завоевал вакантный титул чемпиона мира по версии WBO в среднем весе.

### Бои во втором среднем весе
7 января 2023 года в Вашингтоне (США) провел дебютный бой в рамках второго среднего веса против малоизвестного Демонда Никлсона (26-4-1). Деметриус не испытал никаких проблем в этом бою отправляя соперника в нокдауны во втором и десятом раундах. По итогам боя счет судей составил: 100-88 трижды.

#### Бой с Дэвидом Бенавидесом
25 ноября 2023 года в Лас Вегасе (Невада, США) прошёл бой с Дэвидом Бенавидесом (28-0, 24 КО) и закончился досрочным поражением техническим нокаутом.
Начало боя осталось за более возрастным Андрейдом который хорошо провел первые три раунда, в которых наносил большее количество ударов, хотя точных попаданий было не так много. Бенавидес за счет работы по туловищу и прессинга смог переломить ход боя, что принесло плоды в конце 4-го раунда когда он послал Андрейда в нокдаун. После 5-го раунда преимущество Бенавидеса стало подавляющим, а после 6-го раунда Деметриус отказался от продолжения боя.

## Статистика профессиональных боёв
В таблице перечислены результаты всех поединков боксёров.
В каждой строке указан результат поединка. Дополнительно номер поединка обозначен цветом, который обозначает итог поединка. Расшифровка обозначений и цветов представлена в нижеследующей таблице.
| Пример | Расшифровка                     |
| ------ | ------------------------------- |
|        | Победа                          |
|        | Ничья                           |
|        | Поражение                       |
|        | Планируемый поединок            |
|        | Поединок признан несостоявшимся |
| КО     | Нокаут                          |
| ТКО    | Технический нокаут              |
| PTS    | Решение судей (по очкам)        |
| UD     | Единогласное решение судей      |
| MD     | Решение большинства судей       |
| SD     | Раздельное решение судей        |
| RTD    | Отказ от продолжения боя        |
| DQ     | Дисквалификация                 |
| NC     | Поединок признан несостоявшимся |

| 33 поединка, 32 победы (19 нокаутом), 1 поражение.    | 33 поединка, 32 победы (19 нокаутом), 1 поражение. | 33 поединка, 32 победы (19 нокаутом), 1 поражение. | 33 поединка, 32 победы (19 нокаутом), 1 поражение. | 33 поединка, 32 победы (19 нокаутом), 1 поражение.        | 33 поединка, 32 победы (19 нокаутом), 1 поражение. | 33 поединка, 32 победы (19 нокаутом), 1 поражение.                                                                               |
| Бой                                                   | Рекорд                                             | Дата боя                                           | Соперник                                           | Место проведения боя                                      | Раундов, время                                     | Дополнительно |
| ----------------------------------------------------- | -------------------------------------------------- | -------------------------------------------------- | -------------------------------------------------- | --------------------------------------------------------- | -------------------------------------------------- | --- |
| 33                                                    | 32-1                                               | 25 ноября 2023                                     | Дэвид Бенавидес (27-0)                             | Michelob Ultra Arena, Лас-Вегас, Невада, США              | RTD 6 (12), 3:00                                   | Бой за титул временного чемпиона мира по версии WBC (2-я защита Бенавидеса) во 2-м среднем весе. Андрейд в нокдауне в 4-м раунде |
| 32                                                    | 32-0                                               | 7 января 2023                                      | Демонд Николсон (26-4-1)                           | Capital One Arena, Вашингтон, округ Колумбия, США         | UD 10 (10)                                         | Счёт судей: 100-88 (трижды). |
| Перешёл во 2-й средний вес — 168 фунтов (до 76,2 кг). |                                                    |                                                    |                                                    |                                                           |                                                    | |
| 31                                                    | 31-0                                               | 19 ноября 2021                                     | Джейсон Куигли (19-1)                              | SNHU Arena, Манчестер, Нью-Гэмпшир, США                   | TKO 2 (12), 2:24                                   | Защитил титул чемпиона мира по версии WBO (5-я защита Андраде) в среднем весе.                                                   |
| 30                                                    | 30-0                                               | 17 апреля 2021                                     | Лиам Уильямс (23-2-1)                              | Seminole Hard Rock Hotel & Casino, Холливуд, Флорида, США | UD 12 (12)                                         | Счёт: 116-111, 118-109 (дважды). Защитил титул чемпиона мира по версии WBO (4-я защита Андраде) в среднем весе.                  |
| 29                                                    | 29-0                                               | 30 января 2020                                     | Люк Килэр (17-2-1)                                 | Meridian at Island Gardens, Майами, Флорида, США          | TKO 9 (12), 2:59                                   | Защитил титул чемпиона мира по версии WBO (3-я защита Андраде) в среднем весе.                                                   |
| 28                                                    | 28-0                                               | 29 июня 2019                                       | Мацей Сулецкий (28-1)                              | Dunkin Donuts Center, Провиденс, Род-Айленд, США          | UD 12 (12)                                         | Счёт: 120-107 (трижды). Защитил титул чемпиона мира по версии WBO (2-я защита Андраде) в среднем весе.                           |
| 27                                                    | 27-0                                               | 18 января 2019                                     | Артур Акавов (19-2)                                | Мэдисон-сквер-гарден, Манхэттен, Нью-Йорк, США            | TKO 12 (12), 2:36                                  | Защитил титул чемпиона мира по версии WBO (1-я защита Андраде) в среднем весе.                                                   |
| 26                                                    | 26-0                                               | 20 октября 2018                                    | Уолтер Каутондоква (17-0)                          | ТД-гарден, Бостон, Массачусетс, США                       | UD 12 (12)                                         | Счёт: 119-105, 120-104 (дважды). Завоевал вакантный титул чемпиона мира по версии WBO в среднем весе.                            |
| 25                                                    | 25-0                                               | 21 октября 2017                                    | Алантез Фокс (23-0-1)                              | Turning Stone Resort Casino, Верона, штат Нью-Йорк, США   | UD 12 (12)                                         | Счёт: 118-109, 118-110, 116-111.                                                                                                 |
| Перешёл в средний вес — 160 фунтов (до 72,58 кг).     |                                                    |                                                    |                                                    |                                                           |                                                    | |
| 24                                                    | 24-0                                               | 11 марта 2017                                      | Джек Кулкай (22-1)                                 | Людвигсхафен, Рейнланд-Пфальц, Германия                   | SD 12 (12)                                         | Счёт: 114-115, 116-112 (дважды). Завоевал титул регулярного чемпиона мира по версии WBA в 1-м среднем весе.                      |
| 23                                                    | 23-0                                               | 11 июня 2016                                       | Вилли Нельсон (25-2-1)                             | Turning Stone Resort Casino, Верона, штат Нью-Йорк, США   | TKO 12 (12), 1:38                                  | |
| 22                                                    | 22-0                                               | 17 октября 2015                                    | Дарио Фабиан Пучета (20-2)                         | Мохеган-сан, Анкасвилл, Коннектикут, США                  | TKO 2 (10), 0:50                                   | Завоевал вакантный титул чемпиона по версии WBO International в 1-м среднем весе.                                                |
| 21                                                    | 21-0                                               | 14 июня 2014                                       | Брайан Роуз (25-1-1)                               | Барклайс-центр, Бруклин, Нью-Йорк, штат Нью-Йорк, США     | TKO 7 (12), 1:19                                   | Защитил титул чемпиона мира по версии WBO (1-я защита Андраде) в 1-м среднем весе.                                               |
| 20                                                    | 20-0                                               | 9 ноября 2013                                      | Ванес Мартиросян (33-0-1)                          | American Bank Center, Корпус-Кристи, Техас, США           | SD 12 (12)                                         | Счёт: 117-110, 114-113, 112-115. Завоевал вакантный титул чемпиона мира по версии WBO в 1-м среднем весе.                        |
| 19                                                    | 19-0                                               | 25 января 2013                                     | Фредди Эрнандес (30-3)                             | Paramount Theatre, Хантингтон, штат Нью-Йорк, США         | UD 10 (10)                                         | Счёт: 100-89 (трижды). Завоевал статус обязательного претендента на титул чемпиона мира по версии WBO в 1-м среднем весе.        |
| Бои в 1-м средним весе — 154 фунта (до 69,85 кг).     |                                                    |                                                    |                                                    |                                                           |                                                    | |
| Бой                                                   | Рекорд                                             | Дата боя                                           | Соперник                                           | Место проведения боя                                      | Раундов, время                                     | Дополнительно |